# Campinas do Sul
Pour les articles homonymes, voir Campinas (homonymie).
Campinas do Sul est une municipalité brésilienne située dans l'État du Rio Grande do Sul.